# André Coelho Vieira
André Coelho Vieira foi um administrador colonial português que exerceu o cargo de Governador no antigo território português subordinado à Índia Portuguesa de Timor-Leste em 1698, tendo sido antecedido por Domingos da Costa e sucedido por António Coelho Guerreiro.